# Doyle (Tennessee)
Doyle – miasto w Stanach Zjednoczonych, w stanie Tennessee, w hrabstwie White.